# اچ‌ام‌اس استوبورن (پی۲۳۸)
اچ‌ام‌اس استوبورن (پی۲۳۸) انگلیسی: HMS Stubborn (P238)) یک زیردریایی بود که طول آن ۲۱۷ فوت (۶۶ متر) بود. این زیردریایی در سال ۱۹۴۲ ساخته شد.